# Cathetopteron
Cathetopteron is een kevergeslacht uit de familie van de boktorren (Cerambycidae). De wetenschappelijke naam van het geslacht werd voor het eerst geldig gepubliceerd in 1896 door Hamilton.

## Soorten
Cathetopteron is monotypisch en omvat slechts de volgende soort:
- Cathetopteron amoena Hamilton, 1896